# قنبر زهي
قنبر زهي (بالفارسية: قنبر زهی) هي قرية تقع في منطقة بولان في إيران. يقدر عدد سكانها بـ 252 نسمة بحسب إحصاء 2016.